# We Are Love
「We Are Love」（ウィ・アー・ラヴ）は、1990年11月21日にCBS・ソニーからリリースされた松田聖子の通算31枚目のシングル。

## 解説
シングル『Precious Heart』以来約1年ぶりに国内に主軸を戻しての活動となった楽曲。
ソニー・ミュージック公式サイトでは「We Are Love/Kiss Me Please」と両A面表記になっている。
オリジナルアルバム『We Are Love』にはデュエットのEnglish Version、ベスト・アルバム『Bible』にはEnglish Solo Versionが収録されている。
本曲は元々、作曲者である鈴木祥子の1stアルバム『VIRIDIAN』（1988年）に収録予定の「I'LL BE THERE」（作詞：川村真澄）が原曲。レコーディングもされていたが作品化される事はなく、2011年リリースの鈴木のベストアルバム『GOLDEN☆BEST Syoko. The Ballad of Syoko Suzuki』に未発表曲として初収録された。
カップリングの「Kiss Me Please」も、テレビ朝日系『ミュージックステーション』などのテレビ番組で歌唱された。

## 収録曲
全作詞：Seiko Matsuda／編曲：笹路正徳
1. We Are Love[4:45]
  - 作曲：鈴木祥子
2. Kiss Me Please[4:59]
  - 作曲：高橋諭一

## 関連作品
- We Are Love
  - Bible III
  - Complete Bible
  - Ballad 〜20th Anniversary
  - Premium Diamond Bible
  - Diamond Bible
  - Seiko Matsuda Best Ballad
  - SEIKO STORY〜90s-00s HITS COLLECTION〜
- We Are Love （English Version）
  - We Are Love
- We Are Love （English Solo Version）
  - Bible
- Kiss Me Please
  - We Are Love
  - Complete Bible